# Nikola Lisac
Nikola Lisac (Gospić) - hrvatski emigrant i revolucionar. 

## Životopis
Nikola Lisac rođen je u Gospiću. Emigrirao je iz Jugoslavije 1960. godine. 1961. je dobio azil u Švedskoj u kojoj je živio u Göteborgu do 1972. U Švedskoj se povezao se s pripadnicima Hrvatskog narodnog otpora. 
Uvidio je da su brojni Hrvati nevini bili u zatvorima zbog razloga što su otvoreno iznosili svoj identitet. Potaklo ih je zatvaranje hrvatskih revolucionara Mira Barešića, Anđelka Brajkovića i Ante Stojanova koji su u neuspjeloj otmičarskoj akciji ubili jugoslavenskog veleposlanika u Švedskoj, Vladimira Rolovića, poznatog po tome što se na televiziji razmetao izjavama kako je u Švedsku posebno došao "da bi uništio Hrvate ustaše". 
Već prije su se Rudolf Prskalo i Nikola Lisac sukobljavali s četnicima među Srbima. Prskalo je obećao nedužno zatočenim Hrvatima da će im pomoći. Kad je izašao, kontaktirao je Lisca i rekao da se nešto mora poduzeti kako bi izbavili te nevine ljude. 
Zbog toga su se on i Rudolf Prskalo upustili u akciju da bi pomogli nedužnim Hrvatima koji su bili zatočeni. Odlučili su se na radikalan potez, odnosno oteti zrakoplov i prisiliti švedsku vladu da ih otpusti. Prskalo je krenuo s razrađivanjem plana za otmicu te je otputovao u Stockholm da bi izvidio stanje. On i Lisac su u najvećoj tajnosti smislili sve detalje. Znajući da je čin vrlo opasan i da ne smiju nikome vjerovati. U ovome su bili samo njih dvoje. Detalje nisu znali ni njihovi najbliži. Dva dana prije operacije je za pomagača uzeo Tomislava Rebrinu, koji prema Prskalu, nije znao pravi cilj te akcije. Rebrina je trebao naručiti karte za let koji je on već odredio (Göteborg - Stockholm). Kad su oteli zrakoplov u rujnu 1972., usmjerili su ga prema Malmöu. Kada su uspješno sletili, pilotu su dali popis sa šest zatvorenika Hrvata koje trebaju dovesti u roku od osam sati i potom ih poslati zrakoplovom u Španjolsku. Na pregovore je došao švedski ministar pravosuđa iz Stockholma, a Prskalo bio pregovarač. Dok su pregovarali o zahtjevima, nije bilo nikakvih problema sa svih 108 putnika i s članovima posade. Izgledalo je kao da shvaćaju razloge njihova očajnička poteza te da je to politička borba hrvatske gerile. Nakon petnaest sati zahtjevi su im bili ispunjeni, a vrijeme čekanja se iskoristilo da bi putnike opskrbili hranom i pićem.
Švedske su vlasti udovoljile otmičarima te pustili Miru Barešića, Anđelka Brajkovića, Marinka Lemu, Blagu Mikulića, Ivana Vujičevića i Antu Stojanova. Doveli su ih vojnim helikopterima. Nakon što se razmijenilo trojicu Hrvata za pedeset putnika iz zrakoplova, u drugom su krugu razmjene dopremljeno je gorivo za avion te razmijenjena druga trojica Hrvata za još pedeset putnika. Preostalo je još osam putnika te članovi posade. U zrakoplovu su se s njima sad našli i pušteni Hrvati. Otmičari su naredili pilotu neka lete za Pariz, no to je bila varka. Znali su da je Francuska veliki politički pokrovitelj Jugoslavije i da bi ih izručili Jugoslaviji. Nadomak Pariza rekao je pilotu da mijenjaju odredište te su odletjeli u Madrid gdje je politička kliima bila povoljna, jer je Francova Španjolska bila katolička i antikomunistička zemlja. Sletjeli su na vojni aerodrom u Madridu. Ondje su se predali ne praveći nikakve probleme te zatražili politički azil. Sve su ih odveli u pritvor pa u vojnu bolnicu u Carabanchel. Budući da nije održavala diplomatske veze s Francovom Španjolskom, Jugoslavija je očekivano pritiskala Švedsku da traži izručenje. Od toga nije bilo ništa. Španjolska je odlučila da ih neće izručiti. Barešić, Brajković, Lemo, Mikulić, Vujičević i Stojanov su odletjeli za Paragvaj. Otmičari Lisac i Prskalo su u zatvoru dočekali suđenje na vojnom sudu, gdje su ih osudili na dvanaest godina i jedan dan. Franco ih je pomilovao nakon dvije i pol godine i pet dana. Nikola Lisac je ostao živjeti u Madridu, a Prskalo je otišao u Valenciju.
Rujna 1975. godine su otišli na kongres Hrvatskog narodnog vijeća u Toronto u Kanadu. Odmah su uhićeni i odveli na policiju. Torontski Hrvati i sudionici kongresa su doznali za to pa se istog dana policiju okružilo više od dvadeset tisuća Hrvata. Došli su s odvjetnicima da bi im pomogli. Budući da nije bilo nikakve optužbe protiv njih, poslali su ih uz policijsku pratnju zrakoplovom u Montreal pa zrakoplovom španjolske kompanije nazad u Španjolsku, gdje su sletjeli na isti aerodrom kao i onda kad su oteli zrakoplov iz Stockholma.
Nova uznemiravanja su uslijedila uoči svjetskog prvenstva koje se igralo u lipnju i srpnju 1982. godine u Španjolskoj, na kojem je sudjelovala Jugoslavija i igrala protiv domaćina. Zatvorili su ih u strogi zatvor gdje su bili zatočeni tri mjeseca i nikakve posjete im nisu bile dopuštene. Uskoro su na izborima 28. listopada 1982. na vlast došli socijalisti, što se pokazalo vrlo teškim za njih. Na kraju suih pustili na uvjetnu slobodu na tri godine. Svi su ostali raditi i živjeti i Španjolskoj, a nakon demokratskih promjena vratili su se u Hrvatsku. Lisac se zaposlio u Ministarstvu obrane, dok Prskalo zbog narušena zdravlja nije se mogao aktivno uključiti u vojsku.
Otmica koju su izveli Lisac i Prskalo bila je prema Julienne Bušić inspiracija Zvonku Bušiću za otmicu koju je izveo pet godina poslije.